# Wohn- und Geschäftshaus Alter Deichweg 17
Das Wohn- und Geschäftshaus Alter Deichweg 17 in der niedersächsischen Kreisstadt Cuxhaven im Landkreis Cuxhaven stammt aus dem 20. Jahrhundert.
Aktuell (2024) wird das Gebäude für Wohnungen, gewerblich und als Frühstückslokal genutzt.
Die Gebäude stehen unter Denkmalschutz (siehe auch Liste der Baudenkmale in Cuxhaven).

## Geschichte und Beschreibung
Der parallel zum Deich führende Alte Deichweg ist vor 1797, nach einem Deichbruch des westlichen Obdeiches am Schleusenpriel, entstanden. Zuvor hieß die Straße Deichweg.

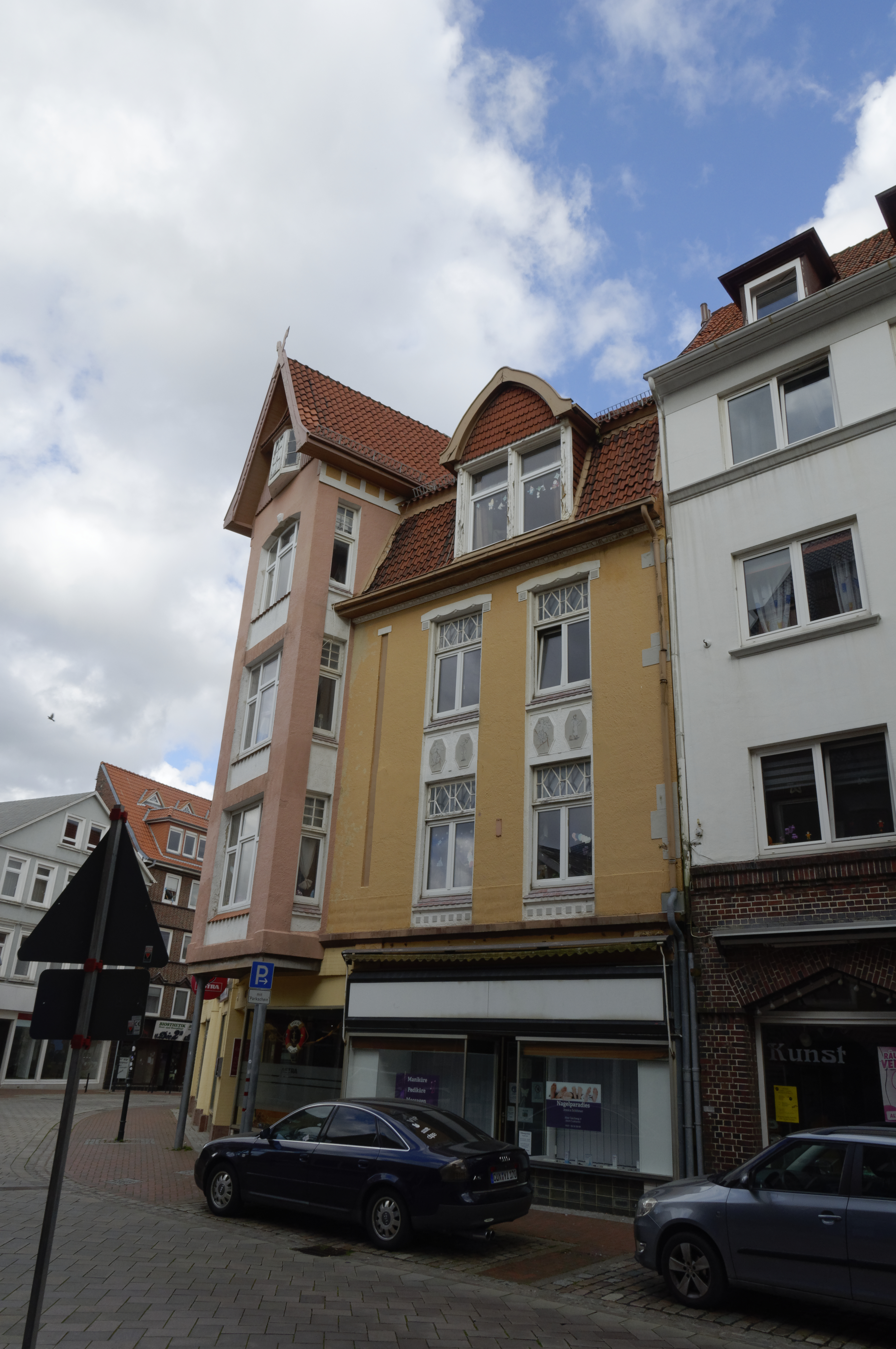
Alter Deichweg

Das Eckgebäude mit ziegelgedecktem Mansarddach mit Dachhäusern und Gauben wurde 1912 nach Plänen von Rudolf Glocke gebaut. Die Straßenfassade wurde gestaltet und gegliedert durch die Ladenzone im EG, dem dreigeschossigen Erker mit hohem Satteldach und niedersächsischen Pferdeköpfen als Giebelschmuck sowie mit Schmuck in Form von Lisenen und Fensterrahmungen, hier auch Stuckornamentik. Die Fenster mit versprossten, teils rautenförmig unterteilten Oberlichtern sind erhalten und auch das alte Inhaberschild J.H. Rüsch jr. Inh. Otto Frey, Wein- und spirituosen Großhandlung, Likörfabrik, gegr. 1844 an der Nordseite.
Das Landesdenkmalamt befand u. a.: „… das in Formen des Heimatstils um 1912 errichtete Wohn- und Geschäftshaus … .“
Architekt Glocke entwarf in Cuxhaven u. a. auch das Wohnhaus Friedrich-Carl-Straße 15 (1910), Wohn- und Geschäftshaus Bahnhofstraße 14 (1904), die Wohnhäuser Am Seedeich 5 (1905), Catharinenstraße 22, Deichstraße 4, Friedrich-Carl-Straße 15, die Villa Savannah und das Hotel Cuxhavener Straße 103.